# Hylaeus brachyceratomerus
Hylaeus brachyceratomerus là một loài Hymenoptera trong họ Colletidae. Loài này được Moure mô tả khoa học năm 1941.